# Herminium
Herminium (pukkellæbe) er en slægt af orkidéer, som er udbredt med 30 arter i verden. Slægten omfatter spæde urter, der ved blomstring har en enkelt rodknold. En ny rodknold dannes senere i spidsen af en udløber.

## Arter
Af de 30 arter findes en enkelt i Europa:
- Pukkellæbe, Herminium monorchis